# 蘇明強
蘇明強（罗马拼音：Soo Beng Kiang，1968年3月19日—）
馬來西亞前男子羽毛球運動員，其羽毛球生涯最大成就之一，是於1992年搭配謝順吉（现称谢勋寁）贏得關鍵的一點，為馬來西亞國家隊奪得睽違25年的湯姆斯盃。

## 經歷
蘇明強專攻男子雙打，曾與謝順吉（1990-1994）、陳金和等隊友搭配。
在1992年湯姆斯盃的決賽裡，馬來西亞隊在前三點以2:1領先印尼隊。蘇明強在第四點（雙打）搭配隊友謝順吉出賽，結果以15:12、10:15、15:8擊敗印尼組合里奇·蘇巴吉亞與雷克西·邁納基，拿下致勝點，為馬來西亞國家隊奪得睽違25年的獎盃。
他曾與陳金和一起參加1996年夏季奧林匹克運動會羽毛球比賽男子雙打項目。他們在首輪擊敗加拿大組合阿尼爾·考爾與伊艾恩·西迪，在第二輪擊敗強敵印尼組合郭宏源與邦邦·蘇普里昂托，然後在四分之一決賽再擊敗英國組合賽門·阿切爾與克里斯·韓特。然而在半決賽中，他們敗給了最後奪得金牌的印尼組合里奇·蘇巴吉亞與雷克西·邁納基，隨後又在銅牌戰輸給印尼另一組合安東尼奧斯·阿里安托與關有明，因而未能得牌。

## 榮譽
- 1992年湯姆斯盃國際男子團體賽冠軍（搭配謝順吉）
- 1992年羽毛球世界盃冠軍（搭配謝順吉）
- 1992年馬來西亞羽毛球公開賽冠軍（搭配謝順吉）
- 1992年中華台北羽球公開賽冠軍（搭配謝順吉）
- 1993年中華台北羽球公開賽冠軍（搭配謝順吉）
- 1994年羽毛球世界盃冠軍（搭配謝順吉）
- 1994年亞洲運動會銀牌（搭配謝順吉）